# ニュー・マスターサウンズ
ザ・ニュー・マスターサウンズ（The New Mastersounds）は、ギタリストのエディ・ロバーツを中心としたイギリス出身のジャズ・ファンク・バンド。

## 来歴
エディ・ロバーツはリーズ音楽大学に在学中の1989年、18歳の時にザ・ジャズ・メイルメン（The Jazz Mailmen）を結成し、ミュージシャンとしてのキャリアをスタートする。1991年にセプテットでザ・エディ・ロバーツ・オーガニゼーションを結成、後にメンバーを減らし、トリオでザ・スリー・ジューシズ（The Three Deuces）もスタートさせる。
1990年代後半にエディは直接的な前身バンドとなるマスターサウンズをサイモン・アレン（ドラム）らと組む。そして1999年にピート・シャンド（ベース）、ボブ・バーチ（オルガン）を加えニュー・マスターサウンズを結成。その後、ディープ・ファンク・ムーヴメントの火付け役であるDJのケブ・ダージにピック・アップされ、彼のプロデュースにより、2001年にファースト・アルバム『ケブ・ダージ・プリゼンツ』をリリースする。
ライブ活動の傍ら、エディは自主レーベル「One Note Records」をスタートさせ、このレーベルよりセカンド・アルバム『ビー・ユアセルフ』をリリース。以後もこのレーベルより定期的にアルバムをリリース。2007年からはボブに替わり、ジョー・タットンが参加している。
2006年よりコンスタントに来日公演もしており、特に2008年にフジロックフェスティバルで公演したことで高い評価を得る。2008年7月にサンフランシスコ「ジ・インデペンデント」での模様を収録したライブ・アルバムも国内盤限定で発売された。2009年には10周年記念アルバムとなる『テン・イヤーズ・オン』をリリースした。

## メンバー

### 現在のメンバー
- エディ・ロバーツ (Eddie Roberts) - ギター、タンバリン
- ピート・シャンド (Pete Shand) - ベース
- サイモン・アレン (Simon Allen) - ドラム
- ジョー・タットン (Joe Tatton) - ハモンド・オルガン、フェンダー・ローズ、タンバリン

### 旧メンバー
- ボブ・バーチ (Bob Birch) - ハモンド・オルガン、フェンダー・ローズ

## ディスコグラフィ

### スタジオ・アルバム
- 『ケブ・ダージ・プリゼンツ』 - Keb Darge Presents The New Mastersounds (2001年、Deep Funk)
- 『ビー・ユアセルフ』 - Be Yourself (2003年、One Note)
- 『ディス・イズ・ワット・ウィー・ドゥ』 - This Is What We Do (2005年、One Note)
- 『102%』 - 102% (2007年、One Note / 3 on the B)
- 『プラグ&プレイ』 - Plug & Play (2008年、One Note)
- 『テン・イヤーズ・オン』 - Ten Years On (2009年、One Note)
- 『ブレイクス・フロム・ザ・ボーダー』 - Breaks From The Border (2011年、Tallest Man)
- 『アウト・オン・ザ・フォールトライン』 - Out on the Faultline (2012年、One Note)
- 『セラピー』 - Therapy (2014年、One Note / P-Vine / Légère / Dumaine)
- 『メイド・フォー・プレジャー』 - Made For Pleasure (2015年、The Royal Potato Family / One Note / P-Vine / Légère)
- 『ザ・ナッシュヴィル・セッション』 - The Nashville Session (2016年、The Royal Potato Family / P-Vine)
- 『リニューアブル・エナジー』 - Renewable Energy (2018年、One Note)
- 『ザ・ナッシュヴィル・セッション : ザ・ネクスト・ムーヴ』 - The Nashville Session 2 (2018年、One Note)
- 『シェイク・イット』 - Shake It (2019年、Color Red / One Note)
- 『フィール・ザ・スピリット』 - Feel The Spirit (2021年、Color Red / P-Vine) ※with ルーカス・デ・モルダー
- Feel The Spirit (2022年、Color Red / Eleven Music)
- 『オールド・スクール』 - Old School (2024年、One Note)

### ライブ・アルバム
- 『ライヴ・アット・ラ・コヴァ』 - Live at La Cova (2006年、One Note / P-Vine)
- 『ライヴ・イン・サンフランシスコ』 - Live In San Francisco (2008年、P-Vine)

### EP
- Nervous (2001年、Deep Funk)
- Move On (NMS Remix) (2004年、2020 Vision)

### コンピレーション・アルバム
- 『アン・イントロダクション・トゥー』 - An Introduction To The New Mastersounds (2007年、Légère)
- 『リ:ミックスド』 - Re::Mixed (2007年、Record Kicks / P-Vine)
- 『マスターオロジー : ベスト・オブ・ザ・ニュー・マスター・サウンズ』 - Masterology: The Pioneers Of New British Funk (2010年、Sundazed Music)
- An Introduction To The New Mastersounds Vol. 2 (2012年、Légère)